# Netelia interstitialis
Netelia interstitialis là một loài tò vò trong họ Ichneumonidae.